# Convento de San Miguel de la Florida
El convento de San Miguel de la Florida es un convento abandonado ubicado en el municipio español de Plasencia, en la provincia de Cáceres. Fue sede de los franciscanos descalzos en Plasencia entre 1524 y 1641.
El edificio, en un estado de conservación regular, se ubica en una finca privada del paraje "Valsoriano", a kilómetro y medio al este de la carretera del Valle sobre el antiguo camino a Gargüera de la Vera. Recibe su nombre del arroyo de la Florida, afluente de la margen izquierda del río Jerte que fluye junto al convento.

## Historia
Los franciscanos descalzos se establecieron en el paraje de Valsoriano, a las afueras de Plasencia, en el año 1519. Inicialmente esta comunidad de frailes no vivía en un convento, sino en una vivienda que les había cedido la noble local Mencía de Carvajal. Esta situación provisional duró hasta 1524, cuando Fadrique de Zúñiga y Sotomayor financió la construcción del convento junto al asentamiento original. Se estima que en sus primeros años vivían en el convento unos veinte frailes.
El lugar en el que se ubicaba el convento fue elegido por ser un lugar favorable para la meditación y para el cultivo de huertas de verduras y legumbres. Para esto último, los frailes solicitaron al cabildo de curas abastecerse de agua de un manantial de propiedad diocesana, lo que se le concedió con la condición de no abandonar el edificio. El edificio era de pequeño tamaño, pero incluía todos los elementos necesarios para un convento como sus propios iglesia, claustro y salas destinadas a celdas y oficinas. Sin embargo, las instalaciones del convento no incluían una enfermería, por lo que los frailes que tuvieran problemas de salud debían ir a los hospitales de la ciudad, con el consiguiente gasto económico. Para solucionar esto pidieron ayuda a Beatriz de Trejo, quien había fundado en 1550 el hospital de San Roque junto a la puerta del Sol. Beatriz de Trejo ordenó ampliar el hospital de San Roque con una enfermería específica para los franciscanos descalzos de los alrededores de Plasencia, que se ubicó junto a la capilla del hospital en el lateral septentrional del edificio.
La enfermería mejoró la situación de los franciscanos descalzos, pero aun así llegaron a la conclusión de que la ubicación de su convento era logísticamente complicada y en 1568 comenzaron a realizar gestiones para trasladarse a la ciudad. En 1583, el obispo Andrés de Noroña les entregó la ermita de San Cristóbal para construir sobre ella un nuevo convento urbano, pero no llegó a llevarse a cabo por oponerse a ello los franciscanos conventuales del convento de San Francisco. En 1589, el concejo intentó donar a los descalzos unos terrenos en el paraje de la "Fuente del Moro", próximos a la ubicación de los arcos de San Antón, pero no aceptaron por tener poca agua para sus huertas. Por el mismo motivo, en 1604 rechazaron una propuesta de la familia Carvajal para asentarse al sur de la puerta del Sol.
La falta de consenso sobre la nueva ubicación hizo que el convento de la Florida se mantuviera activo algo más de un siglo. El traslado a la ciudad se produjo finalmente en 1627, cuando cerca de la puerta de Berrozanas se construyó un convento para monjas descalzas; por problemas con la comunidad que iba a establecerse allí, se le cedió a los monjes de la Florida, quienes solamente estuvieron tres meses ante las quejas vecinales por no estar representado el concejo en el patronazgo, regresando así otra década más al convento de la Florida. La solución definitiva fue construir el convento de San Miguel junto a la enfermería que les había cedido Beatriz de Trejo; el traslado a la nueva sede tuvo lugar en 1641, quedando desde entonces abandonado el convento de la Florida.

## Estado actual
El edificio se halla en un estado de conservación regular y está protegido como monumento de relevancia local por el Plan General Municipal de Plasencia, pero se halla dentro de una finca privada. Además del edificio principal, se conservan construcciones anejas como una alberca y un aljibe y restos de la cerca exterior del complejo.